# Tankvognseksplosionen i Freetown 2021
Ved en tankvognseksplosion i Freetown døde mindst 144 mennesker. Begivenheden skete 5. november 2021 efter en tankvogn med benzin kolliderede med en lastbil i Freetown, Sierra Leones hovedstad, hvilket resulterede i eksplosionen som dræbte mindst 144 mennesker og mere end 100 sårede.

## Baggrund
Freetown er Sierra Leones hovedstad og største by med en befolkning på mere end 1,2 millioner mennesker. Ulykken skete ved et travlt kryds langs Bai Bureh Road i Wellington-området, Freetowns vigtigste industridistrikt.

## Kollisionen
Den 5. november 2021 ca. kl. 22 GMT forsøgte en tankvogn med benzin at dreje i et vejkryds uden for et supermarked i forstaden Wellington i Freetown. En lastbil, der rapporteres at have fragtet granit, kolliderede med tankvognen i krydset og skabte en benzinlækage. Ifølge Sierra Leones National Disaster Management Agency kom de to chauffører kom ud af deres biler og advarede beboere i området om at holde sig væk fra stedet.
Der lækkede benzin fra tankvognen, og lokale folk, især chauffører af okadaer (motorcykeltaxaer), forsøgte at opsamle benzinen i beholdere. En eksplosion medførte en stor ildkugle der opslugte køretøjer og mennesker som sad fast i trafikken efter den indledende kollision.
Freetowns borgmester, Yvonne Aki-Sawyerr, sagde at skaden blev forværret af folk der samledes ved tankbilen og opsamlede lækket benzin i beholdere som de anbragte tæt på ulykkesstedet. Dette skabte trafikkaos med mange mennesker, inklusive passagerer i biler og busser, der sad fast i trafikken ved ulykkesstedet.

## Ofre
Mange af ofrene var fanget i køretøjer, inklusive en bus fuld af mennesker som udbrændte så alle i bussen døde. Nærliggende butikker og markeder brød i brand efter benzin blev spildt ud på gaderne. Optagelser udsendt af lokale medier viste forkullede lig omkring tankvognen. Mindst 99 mennesker blev oprindeligt bekræftet at være blevet dræbt i katastrofen, og mere end 100 andre såret. Dødstallet var steget til 131 fem dage efter eksplosionen og var steget til 144 den 13. november.

## Efterspil
Mohamed Lamrane Bah, direktøren for National Disaster Management Agency (NDMA), udtalte at de sårede var blevet overført til hospitaler, og ligene var blevet indsamlet. Han tilføjede at redningsindsatsen på stedet var afsluttet kl. 16.45 GMT den 6. november. Adskillige personer var i kritisk tilstand. Ifølge en medarbejder på Connaught Hospitals intensivafdeling forventedes omkring 30 alvorligt forbrændte ofre der var bragt til afdelingen, ikke at overleve. Sierra Leones præsident, Julius Maada Bio, som deltog i FN's klimaforhandlinger i Glasgow, Skotland, kondolerede og lovede støtte til ofrenes familier. Landets vicepræsident Mohamed Juldeh Jalloh besøgte to af de hospitaler hvor nogle af ofrene blev bragt til behandling. Journalisten Umaru Fofana rapporterede at hospitalerne var overbelastede. Den 8. november blev de der døde under eksplosionen, begravet ved en masseceremoni i Waterloo i udkanten af Freetown. Præsident Bio erklærede tre dages national sorg og beordrede alle flag på halv stang. Han indikerede at en taskforce ville blive nedsat til at undersøge hvad der skete og give anbefalinger der skal hjælpe med at undgå lignende tragedier i fremtiden.
Begivenheden er blevet beskrevet som den første af sin art i den tætbefolkede by på omkring 1,2 millioner. Den følger en række lignende eksplosioner af brændstoftankvogne med store tab til følge i Afrika syd for Sahara hvor spildt brændstof blev betragtet som ødselt i samfund hvor mange kæmpede for at få råd til benzin. Store dødstal fra lignende begivenheder er forekommet i tankvognsseksplosionen i Mbuba 2018 i Den Demokratiske Republik Congo der dræbte 50, og tankvognsseksplosionen i Morogoro 2019 i Tanzania der dræbte 85.